# Daniel Volk
Daniel Volk (ur. 25 stycznia 1970 w Bremie) – niemiecki polityk (FDP), w latach 2008–2013 był posłem do Bundestagu.

## Życie i praca
Po ukończeniu szkoły średniej studiował prawo i nauki polityczne na Uniwersytecie w Würzburgu, gdzie w 1995 r. zdał pierwszy egzamin państwowy, a w 1996 r. uzyskał tytuł magistra nauk politycznych. Następnie ukończył aplikację radcowską. Stopień doktora uzyskał w 2004 roku na Uniwersytecie w Würzburgu. Od roku 2005 Volk jest wykładowcą w Państwowej Szkole Zawodowej Pielęgniarstwa w Klinice Uniwersytetu w Monachium, a od 2006 r. wykładowcą prawa pracy i prawa podatkowego w Fachhochschule Nordhessen. Od 2013 r. pracuje jako prawnik i doradca polityczny.

## Plagiat
W 2011 r. pojawiły się zarzuty dotyczące plagiatu w jego rozprawie na stronach internetowych PlagiPedi Wiki i VroniPlag Wiki. W wyniku procedury sprawdzającej Uniwersytet w Würzburgu ogłosił w styczniu 2013 r., że Komitet Doktorancki Wydziału Prawa stwierdził w pracy szereg nieprawidłowości, które jednak nie były wystarczające do cofnięcia stopnia doktora.